# Villa Compagnoni delle Lune
La villa Compagnoni delle Lune è una villa nobiliare che si trova a Cimarella, nella periferia di Macerata. Era la residenza estiva della nobile famiglia Compagnoni.
Prima della costruzione della villa, il 14 giugno 1617, fu posta la prima pietra di una chiesa gentilizia privata, per volere dei figli di Patrizio Giuliano Compagnoni, del ramo detto delle Lune, a motivo della presenza sullo stemma del casato di due lune. La chiesa venne edificata poco dopo. 
Nella prima metà del XVIII secolo, per volontà di Lorenzo Compagnoni, venne fatto edificare il corpo principale della villa che verrà ampliata a più riprese fino all'inizio dell'Ottocento, quando la villa venne ereditata dai Compagnoni Lazzarini, ramo collaterale della casata. 
In seguito la villa venne ereditata dai marchesi Costa.